# Грюн, Якоб
Якоб Мориц Грюн (нем. Jakob Moritz Grün; 13 марта 1837, Пешт, Австрийская империя — 1 октября 1916, Баден-под-Веной, Австро-Венгрия) — австрийский скрипач и музыкальный педагог.

## Биография
Родился в Пеште, Королевство Венгрия, Австрийская империя, Грюн получил там свои первые уроки музыки, Учился в Венской консерватории у Йозефа Бёма. В 1858—1861 годах играл в придворном оркестре в Веймаре, затем в ганноверском придворном оркестре под руководством Йозефа Иоахима (известно, что в 1865 году Иоахим ушёл в отставку с этого поста в знак протеста против того, что королевская администрация отказалась повысить статус Грюна из-за его еврейского происхождения). Затем Грюн совершил продолжительное европейское турне как солист, после чего вернулся в Вену и в 1868—1909 годах играл в оркестре Венской придворной оперы и в Венском филармоническом оркестре. С 1877 года также профессор Венской консерватории. Среди учеников Грюна — Карл Флеш, Луиджи фон Куниц, Франц Кнайзель, Оскар Бак, Ханс Вессели и др.
Квартира Грюна находилась на Хойгассе, 18 (сегодня Принц-Ойген-Штрассе) в Видене.
Грюн умер в Бадене недалеко от Вены в возрасте 79 лет. Его могила находится на Центральном кладбище Вены.

## Награды
- Рыцарский крест ордена Франца Иосифа
- Zivil-Verdienstkreuz
- Медаль «Pro Benemerenti»
- Почётный член Венского Тонкюнстлеровского оркестра